# Mopti (krets)
Mopti Cercle är en krets i Mali.   Den ligger i regionen Mopti, i den centrala delen av landet, 500 km nordost om huvudstaden Bamako. Antalet invånare är 368 512. Arean är 7 262 kvadratkilometer.
Terrängen i Mopti Cercle är platt åt nordväst, men åt sydost är den kuperad.